# WWE Crown Jewel
WWE Crown Jewel là một sự kiện đấu vật chuyên nghiệp được sản xuất bởi WWE. Nó được phát trực tiếp và chỉ có sẵn thông qua hình thức trả tiền cho mỗi lần xem (PPV) và các dịch vụ phát trực tiếp Peacock và WWE Network. Sự kiện được thành lập vào năm 2018 và được tổ chức vào cuối tháng 10 - đầu tháng 11. Đây là sự kiện định kỳ chính của WWE diễn ra tại Ả Rập Xê Út trong khuôn khổ quan hệ đối tác 10 năm hỗ trợ tầm nhìn 2030 của Ả Rập Xê Út; Crown Jewel là sự kiện thứ hai trong quan hệ đối tác này. Sự kiện liên quan đến nó diễn ra ở Riyadh, thủ đô của Ả Rập Xê Út.

## Lịch sử
Vào đầu năm 2018, WWE đã bắt đầu mối quan hệ đối tác đa nền tảng chiến lược kéo dài 10 năm với Tổng cục Thể thao nhằm hỗ trợ tầm nhìn 2030 của Ả Rập Xê Út, chương trình cải cách kinh tế và xã hội của Ả Rập Xê Út. Sự kiện trả tiền cho mỗi lần xem (PPV) và WWE Network dưới sự hợp tác này, Greatest Royal Rumble, được tổ chức tại S King Abdullah Sports City's King Abdullah International Stadium ở Jeddah vào ngày 27 tháng 4 năm 2018. Một cuộc tiếp theo đã được tổ chức vào ngày 2 tháng 11 là Crown Jewel, được tổ chức tại Sân vận động Đại học King Saud ở Riyadh, thủ đô của Ả Rập Xê Út; sự kiện được chú ý bởi giải đấu "WWE World Cup" đầu tiên (và duy nhất cho đến nay) và trận đấu đồng đội giữa D-Generation X và The Brothers of Destruction.
Sự kiện Crown Jewel thứ hai sau đó đã được tổ chức vào năm sau vào ngày 31 tháng 10 năm 2019, tại King Fahd International Stadium, cũng ở Riyadh, do đó thiết lập Crown Jewel như một sự kiện định kỳ cho quan hệ đối tác Ả Rập Saudi và một sự kiện định kỳ ở Riyadh. Do các quy định liên quan đến Đại dịch COVID-19, Crown Jewel đã không được tổ chức vào năm 2020. Tuy nhiên, sự kiện trở lại vào năm 2021 và diễn ra vào ngày 21 tháng 10 tại Mohammed Abdu Arena trên Đại lộ ở Riyadh. Sự kiện năm 2021 cũng là Crown Jewel đầu tiên được phát sóng trên WWE Network và Peacock, sau sự hợp nhất của WWE Network phiên bản Mỹ với Peacock vào tháng 3 năm đó.
Ngày 23/5/2022, WWE thông báo rằng Crown Jewel 2022 sẽ được tổ chức vào thứ Bảy, ngày 5 tháng 11. Sự kiện sẽ được tổ chức tại Mrsool Park, trước đây được gọi là Sân vận động Đại học King Saud (bắt đầu được gọi là Mrsool Park vào năm 2020), đánh dấu Crown Jewel thứ hai được tổ chức tại địa điểm này sau sự kiện khai mạc năm 2018.

## Sự kiện
Tất cả các sự kiện Crown Jewel diễn ra tại Riyadh, Ả Rập Xê Út.
| Sự kiện            | Ngày       | Địa điểm                             | Trận đấu tâm điểm |
| ------------------ | ---------- | ------------------------------------ | --- |
| Crown Jewel (2018) | 2/11/2018  | King Saud University Stadium         | D-Generation X (Shawn Michaels và Triple H) vs The Brothers of Destruction (Kane và The Undertaker)                                                                 |
| Crown Jewel (2019) | 31/10/2019 | King Fahd International Stadium      | Seth Rollins (c) vs "The Fiend" Bray Wyatt trong trận đấu Falls Count Anywhere và không được phép dừng lại bởi bất kì lý do gì tranh đai WWE Universal Championship |
| Crown Jewel (2021) | 21/10/2021 | Mohammed Abdu Arena on the Boulevard | Roman Reigns (c) vs Brock Lesnar tranh đai WWE Universal Championship                                                                                               |
| Crown Jewel (2022) | 5/11/2022  | Mrsool Park                          | Roman Reigns (c) vs Logan Paul tranh đai Undisputed WWE Universal Championship                                                                                      |
| Crown Jewel (2023) | 4/11/2023  | Mohammed Abdo Arena                  | Roman Reigns (c) vs LA Knight tranh đai Undisputed WWE Universal Championship                                                                                       |
| Crown Jewel (2024) | 2/11/2024  | Mohammed Abdo Arena                  | Gunther (World Heavyweight Champion) vs. Cody Rhodes (Undisputed WWE Champion) tranh WWE Crown Jewel Championship                                                   |

## Giải vô địch và thành tích
Đây là những thành tích đã diễn ra như những điểm thu hút đặc biệt tại các sự kiện Crown Jewel, không bao gồm các trận đấu vô địch thường niên.
Màu sắc và biểu tượng cho biết thương hiệu tham gia của các nhà vô địch.
| dagger | Raw | ‡ | SmackDown | § | NXT | ∞ | Tự do |

### Crown Jewel Championships
Đối với sự kiện Crown Jewel 2024, WWE đã giới thiệu Giải vô địch Crown Jewel cho cả nam và nữ. Các chức vô địch tương ứng được trao cho người chiến thắng trong trận đấu thường niên giữa các nhà vô địch thế giới nam và nữ của Raw và SmackDown. Tuy nhiên, các danh hiệu thế giới Raw và SmackDown tương ứng của họ không được bảo vệ và thay vào đó, những người chiến thắng sẽ được trao vương miện Nhà vô địch Crown Jewel nam và nữ để xác định ai là "người giỏi nhất trong những người giỏi nhất". Trong khi các chức vô địch được đại diện bởi các đai vô địch, những người chiến thắng tương ứng thay vào đó sẽ được trao một chiếc nhẫn Crown Jewel (tương tự như nhẫn Super Bowl) vì các đai vô đich vẫn được trưng bày tại điểm tham quan WWE Experience ở Riyadh. Những người chiến thắng đầu tiên năm 2024 là SmackDown's Undisputed WWE Champion Cody Rhodes và Raw's Women's World Champion Liv Morgan.
|  | Cody Rhodes ‡ | 1 | 2024 | Đánh bại Raw's World Heavyweight Champion Gunther để trở thành nhà vô địch đầu tiên. |
|  | Liv Morgan    | 1 | 2024 | Đánh bại SmackDown's WWE Women's Champion Nia Jax để trở thành nhà vô địch đầu tiên. |

### Giải vô đich trước đây
| WWE World Cup             | Đơn                       | Shane McMahon ‡                            | 2018 | Đánh bại Raw's Dolph Ziggler trong trận chung kết giải đấu để giành WWE World Cup. |
| WWE World Cup             | Đồng đội                  | The O.C. · (Luke Gallows và Karl Anderson) | 2019 | Là đội cuối cùng loại Raw's The Viking Raiders (Erik và Ivar) trong trận đấu đồng đội chín đội liên thương hiệu để giành WWE Tag Team World Cup.                                                                                 |
| Giải đấu King of the Ring | Giải đấu King of the Ring | Xavier Woods                               | 2021 | Defeated SmackDown's Finn Bálor trở thành người chiến thắng giải đấu King of the Ring thứ 22. Năm 2024, trận chung kết giải đấu được tổ chức tại King and Queen of the Ring.                                                     |
| Giải đấu Queen's Crown    | Giải đấu Queen's Crown    | Zelina Vega ‡                              | 2021 | Đánh bại Raw's Doudrop trong trận chung kết giải đấu để trở thành người chiến thắng đầu tiên của giải đấu Queen's Crown. Năm 2024, tên giải đấu được đổi thành Queen of the Ring và được tổ chức tại King and Queen of the Ring. |